# Cesta Estipiota
Cesta Estipiota (em grego: Κεστά Στυππιώτης/Στυπειώτης; romaniz.: Kestá Styppiotes/Stypeiotes; m. 11 de setembro de 883) foi um oficial bizantino do século IX, que brevemente ocupou a posição de doméstico das escolas ca. 883.

## Vida

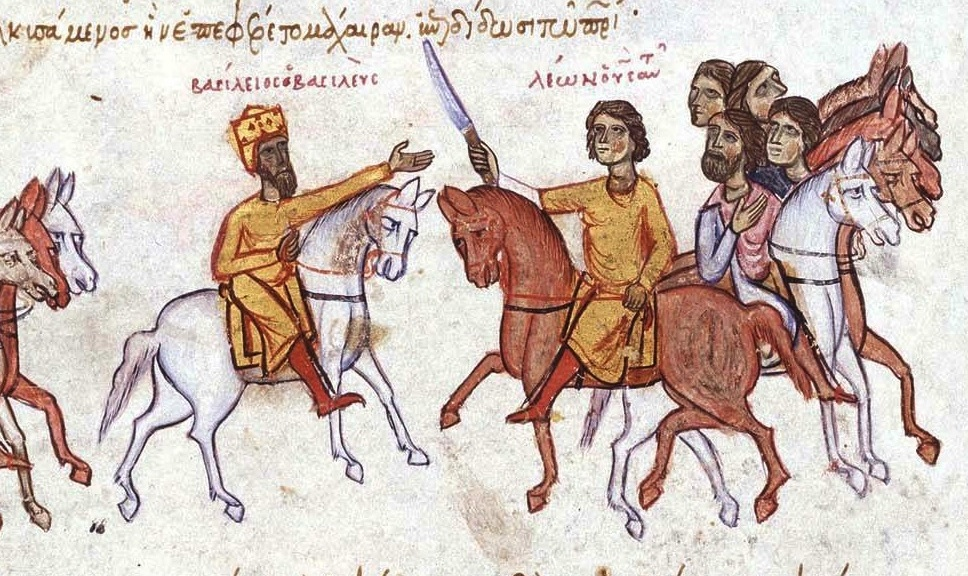
r. e o seu filho r..
Da Crônica de João Escilitzes, no manuscrito conhecido como "Escilitzes de Madrid".

Seu sobrenome indica origem em Estípio (atual Štip), enquanto seu primeiro nome é evidência de origem eslava ou búlgara. Em 883, sucedeu o desgraçado André, o Cita como doméstico das escolas (comandante-em-chefe do exército bizantino. A desgraça de André foi variadamente atribuída ao atrito entre o imperador Basílio I, o Macedônio (r. 867–886) e seu herdeiro Leão VI, o Sábio (r. 886–912) por esta época, com André sendo acusado como partidário de Leão, ou acusações de timidez contra os árabes de Tarso e o fracasso em explorar sua vitória contra eles.
Ele fez campanha contra os tarsenses, mas sua liderança negligência permitiu-os, sob Iazamane Alcadim, surpreender e esmagar o seu acampamento num ataque noturno. Segundo Atabari (que erroneamente menciona André como comandante) o episódio ocorreu em 11 de setembro de 883, e o exército bizantino foi dizimado: cronistas árabes, com exagero considerável, registram que 70 000 para 100 000 tropas foram mortas, e que Cesta, junto com os estrategos dos Temas Anatólico e Capadócio, pereceram em campo, com o comandante da fortaleza de Coron mal conseguindo escapar, apesar de seus ferimentos graves. Após o desastre, André, o Cita foi renomeado como doméstico das escolas.
É provável que cativos deste desastre estavam entre os libertados na troca de prisioneiros de fevereiro de 884, enquanto 80 anos depois, o imperador Nicéforo II Focas (r. 963–969) recuperou as sete cruzes de ouro e prata tomadas por Iazamane, quando Tarso caiu para os bizantinos.